# سارا دي فيليبو
سارا دي فيليبو (بالإيطالية: Sara Di Filippo)‏ هي لاعبة كرة قدم إيطالية، ولدت في 29 يونيو 1982 في أوديني في إيطاليا. شاركت مع منتخب إيطاليا لكرة القدم للسيدات. أما مع النوادي، فقد لعبت مع ASD UPC Tavagnacco ‏.

## وصلات خارجية
- سارا دي فيليبو على موقع الاتحاد الدولي (مؤرشف)  (الإنجليزية)
- سارا دي فيليبو على موقع الاتحاد الأوربي (الإنجليزية)
- سارا دي فيليبو على موقع قاعدة بيانات كرة القدم.إي يو (الإنجليزية)
- سارا دي فيليبو على موقع Soccerway.com (الإنجليزية)
- سارا دي فيليبو على موقع عالم كرة القدم.نت (الإنجليزية)